# BANANA NEEDLE
BANANA NEEDLE（バナナニードル）は日本のインストゥルメンタルバンド。

## メンバー

### 市塚 裕子（イチヅカ ユウコ）
鍵盤楽器、作曲担当　東京都出身
使用楽器：HammondOrgan B3 XK5＋XLK5、ARP Odyssey、Nord Electro2、Nord Lead2
2007年 ハモンドオルガン全国大会 最優秀賞 受賞

### キムラ ミツノリ（Kimura Mitsunori）
ドラム担当　山口県出身
使用楽器：Ludwig、YAMAHA、CANOPUS、Zildjian、Paiste　etc…

### 三重野徹朗（ミエノ テツロウ）
ベース、作曲担当　大分県出身
使用楽器：YAMAHA Attitude Custom、Epiphone Thunderbird

## 来歴
2015年にベースの三重野徹朗とハモンドオルガン / シンセサイザーの市塚裕子が出会ったことをきっかけに結成。2017年5月にドラムスの木村光学（キムラミツノリ）が加入。
2018年6月9日、初のワンマンライブを東京・四ツ谷SOUND CREEK Doppoにて開催。13日に1stアルバム『BANANA NEEDLE』をリリース。
2019年6月7日、ワンマンライブ『SUGAR SPOTを探して』を東京・四ツ谷SOUND CREEK Doppoにて開催。2ndアルバム発売前に収録曲を全曲披露した。12日に2ndアルバム『SUGAR SPOT』をリリース。
2020年11月11日、3rdアルバム『Organ New World』をリリース。
2023年9月7日、4thアルバム『VOICE』をリリース。
2024年6月1日、5thアルバム『Dance』をリリース。

## 作品

### アルバム
| #   | 発売日         | タイトル        | 規格品番 | 備考 |
| --- | -------------- | --------------- | -------- | ---- |
| 1st | 2018年6月13日  | BANANA NEEDLE   | STPR-009 |      |
| 2nd | 2019年6月12日  | SUGAR SPOT      | STPR-012 |      |
| 3rd | 2020年11月11日 | Organ New World | STPR-020 |      |
| 4th | 2023年9月7日   | VOICE           |          |      |
| 5th | 2024年6月1日   | DANCE           |          |      |

### タイアップ
| 曲名           | タイアップ                                         |
| -------------- | -------------------------------------------------- |
| TsuRu          | TBSテレビ『知ってニャるほど! ヘルシスト』テーマ曲  |
| Walking Times  | JFNC『OH! HAPPY MORNING』ステーション共通BGM       |
| Oh! Your DAISY | JFNC『森山良子 やさしい気持ち』ステーション共通BGM |